# Cogli la prima mela
Cogli la prima mela ist ein Musikalbum von Angelo Branduardi.

## Daten
Es ist sein in Deutschland erfolgreichstes Album. Übersetzt auf Deutsch bedeutet der Titel „Pflück den ersten Apfel“. Das Album erschien 1979 auf Polydor/Ariola und kam bei EMI auf CD heraus. Die Produzenten waren Dori und David Zard. Der Text des namengebenden Liedes richtet sich an eine Frau und fordert sie auf, das Leben zu genießen.

## Titelliste der LP
Seite A:
1. Cogli la prima mela
2. Se tu sei cielo
3. La strega
4. Donna ti voglio cantare
5. La raccolta

Seite B:
1. Il signore di Baux
2. Colori
3. Il gufo e il pavone
4. Ninna Nanna

## Anderssprachige Versionen
Life is the only teacher – englische Version mit Übersetzungen von Peter Sinfield
Seite A:
1. Life Is The Only Teacher
2. The Land That Is Me
3. The Wich
4. Donna (Woman)
5. The Harvest

Seite B:
1. Colours
2. The Lord Of The Baux
3. Smart Little Girl
4. The Lady And The Falconer

Va où le vent te mène – französische Version mit Übersetzungen von Ethienne Roda-Gil
Seite A:
1. Va Où Le Vent Te Mène
2. La Terre Et L’Eau
3. La Sorcière
4. Le Sang Et La Chair
5. Coquelicot Dans La Recolte

Seite B:
1. Couleurs De Trottoir
2. Le Seigneur Des Baux
3. Le Phenix Et Le Hiboux
4. L’Enfant Clandestin

## Auszeichnungen
In Deutschland wurde die Platte 1982 mit dem Preis der Schallplattenkritiker ausgezeichnet.